# Habraken (Veldhoven)
Habraken is een voormalige buurtschap en sinds 2008 een industriegebied in de Nederlandse gemeente Veldhoven.
Het ligt één kilometer ten noorden van het dorp Oerle en direct ten zuiden van Eindhoven Airport.

## Etymologie
Habraken, of Hoogbrake, staat voor hooggelegen, braakliggende grond.
Rond 1390 werd de naam Hoghebrake gebruikt. In de vijftiende eeuw was sprake van Hobrake of Habrake.
De familienaam Habraken vond zijn oorsprong in deze buurtschap.

## Geschiedenis
In november 2010 werden archeologische opgravingen uitgevoerd bij Habraken door een team van de Vrije Universiteit Amsterdam. Daarbij werden sporen aangetroffen van zowel enkele boerderijen uit het Neolithicum (ongeveer 3000 voor Christus), als tien boerderijen uit de Bronstijd.
In de veertiende en vijftiende eeuw bestond de buurtschap uit slechts enkele huizen. Bij de volkstelling van 1889 werden twee huizen geteld.
In 2008 werd begonnen met de aanleg van het nieuwe bedrijventerrein Habraken.
De oorspronkelijke agrarische omgeving van Habraken moest daarbij plaatsmaken voor een gemengd, extensief bedrijventerrein van 55 hectare. Door de kredietcrisis kwam de verkoop van bouwkavels echter zeer langzaam op gang. Begin 2010 waren twee bedrijven actief op het terrein.
Hoofdplaats: Veldhoven

Buurtschappen: Berkt · Halfmijl · Heers · Hoogeind · Scherpenering · Schoot · Toterfout · Vliet · Zandoerle · Zittard

Voormalige gemeenten: Oerle · Veldhoven en Meerveldhoven · Zeelst

Noord-Brabant: Steden en dorpen      Nederland: Provincies · Gemeenten